# Баран Євген Михайлович
Євге́н Миха́йлович Бара́н (нар. 23 травня 1961, с. Джурин, Україна) — український літературний критик, літературознавець, есеїст. Кандидат філологічних наук. Заслужений працівник культури України.

## Життєпис
Євген Баран народився 23 травня 1961 року в селі Джурині Чортківського району Тернопільської області.
Закінчив філологічний факультет Львівського університету (нині — ЛНУ ім. І. Франка) та аспірантуру Інституту літератури НАН України.
1994 року захистив дисертацію на здобуття наукового ступеня кандидата філологічних наук.
З 1998 року — доцент кафедри української літератури Прикарпатського національного університету ім. Василя Стефаника.
2009—2019 роки — голова Івано-Франківської обласної організації Національної спілки письменників України.
З 30 липня 2021 року — голова громадської організації «Товариство письменників і журналістів».
З 7 жовтня 2022 року — дійсний член Наукового товариства ім. Тараса Шевченка.
З 6 травня 2023 року — голова Івано-Франківської обласної організації НСПУ

## Літературна діяльність
Автор книг літературно-критичних текстів та есеїстики:
- «Замах на міражі» (1997);
- «Зоїлові трени» (1998);
- «Українська історична проза II половини XIX ст. і Орест Левицький» (1999);
- «Звичайний читач» (2000);
- «Навздогін дев'яностим» (2006);
- «Читацький щоденник — 2005» (2006);
- «Порнографічна сутність правди» (2007);
- «Наодинці з літературою» (2007);
- «У полоні стереотипів та інші есеї» (2009);
- «Тиша запитань»(2011);
- «Дев'яності навиворіт» (2011);
- «Повторення пройденого» (2013);
- «Шоколадна Україна» (2016);
- «Недописана книга» (2016);
- «Недописана книга. Частина инча» (2017);
- «Говорить Євген Баран» (2018);
- «З „Книги Живих“» (2021);
- «25 монологів про літературу» (2021);
- «Щоденник Пилата. Верлібри» (2024);
- «Мова каміння. Верлібри» (2025).

Перекладає з польської мови:
- «Писане дощем» — книга поезій Божени Боби-Диґи (передмова Євгена Барана; переклад Євгена Барана і Олександра Гордона) — Львів, 2008;
- «Поезія єднання: вірші з Кракова» (передмова Габрієли Матушек; переклад Євгена Барана і Олександра Гордона) — Львів, 2008.

Заступник головного редактора журналу «Золота ПЕКТОРАЛЬ».
Упорядник і співупорядник видань:
- Тарас Мельничук. Твори в 3-х томах. — Коломия, 2006.
- Микола Яновський. Гірське серце. Вибране. — Івано-Франківськ, 2008.
- Слово о полку Ігоревім у віршованих і прозових перекладах українською та польською мовами. — Івано-Франківськ, 2011.
- Антін Могильницький. Твори. — Івано-Франківськ, 2011.
- Вічний Павло: [Спогади про Павла Добрянського]. — Івано-Франківськ, 2012.
- Михайло Козоріс. Вибрані твори. — Івано-Франківськ, 2013.
- Літературне Прикарпаття. Антологія. — Коломия, 2013.
- Ольга Дучимінська. Вибрані твори. — Івано-Франківськ, 2014.
- Тарас Франко. Вибране: У 2-х томах. — Івано-Франківськ, 2015.
- Рай-хата. — Івано-Франківськ, 2016.
- Франкіяна Прикарпаття. — Брустурів, 2016.
- …Зродились ми великої години… Літературно-історичний альманах. — Івано-Франківськ, 2017.
- Василь Ганущак. Жбан запашного напою. — Івано-Франківськ, 2017.
- «Бурлака»: Спогади про Тараса Мельничука. — Івано-Франківськ, 2018.
- Ці спогади сповиті у любов [спогади про Василя Олійника]. — Івано-Франківськ, 2018.
- Антон Морговський. Вибране. — Івано-Франківськ, 2018;
- Почесні громадяни міста Івано-Франківська, 2019;
- Олег Лишега. Відлуння. — Івано-Франківськ, 2019;
- Михайло Мочульський. Вибране. — Івано-Франківськ, 2019;
- Каміння поколінь: Альманах, присвячений Тарасові Мельничуку. — Івано-Франківськ, 2019;
- Микола Євшан у контексті доби: матеріяли всеукраїнської науково-практичної конференції. — Івано-Франківськ, 2019;
- Дух Букви: Антологія. — Івано-Франківськ, 2019;
- Микола Євшан. Вибране. — Івано-Франківськ, 2020;
- Василь Стефаник. Твори у трьох томах (чотирьох книгах). — Івано-Франківськ, 2020;
- Стефаниківський ЧИН: Антологія. — Івано-Франківськ, 2021;
- Юрій Стефаник. Статті, рецензії, нариси. — Івано-Франківськ, 2021;
- Від землі Стефаника. Антологія творів лауреатів премії імені Василя Стефаника. — Івано-Франківськ, 2021;
- Лицарі без жаху і без смерти. — Івано-Франківськ, 2022;
- Дмитро Макогон. Вибране. — Івано-Франківськ. 2023;
- Антон Морговський. Максим Шипак пішов… — Івано-Франківськ. 2024;
- Почесні громадяни міста Івано-Франківська. Книга друга. — Івано-Франківськ. 2024;
- Ярослав Лесів. ТТ [тюремна тиша]. — Івано-Франківськ. 2025.

Є автором передмови «Двері в инчий світ» до збірки культурологічних есеїв та образків «Портрет українця» Іванни Стеф'юк

## Громадська діяльність
Євген Баран є членом:
- Національної спілки письменників України (1997),
- Наукового товариства ім. Тараса Шевченка (2010),
- Національної спілки краєзнавців України (2012),
- Національної спілки журналістів України (2014).

Член журі:
- Всеукраїнського фестивалю любовної лірики та авторської пісні про кохання «Мовою серця» (2016).[3]
- Міжнародної літературної премії імені Григорія Сковороди «Сад божественних пісень» (2016).[4]

## Відзнаки
- Заслужений працівник культури України (2014)[5];
- Почесний краєзнавець України (2016);
- Почесної відзнаки — медалі «Почесна відзнака НСПУ», 2011;
- Почесної відзнаки — медалі «Будівничий України», 2011;
- Ювілейної відзнаки — «200 років з Дня народження Т. Г. Шевченка» (2014);
- Почесної відзнаки — медалі Івана Мазепи (2016)[6],
- Почесної відзнаки — медалі «За відродження України» (2016);
- Почесної відзнаки — медалі «За заслуги перед Прикарпаттям» (2016);
- Відзнаки міського голови м. Івано-Франківська — медалі «Міць і гордість міста» (2016);
- Ювілейної відзнаки — медалі «100 років Західноукраїнської Народної Республіки» (2018);
- Міжнародна медаль імені Олександра Довженка (2021);
- Пам'ятна медаль Івано-Франківського обласного державного центру туризму і краєзнавства учнівської молоді (2021);
- Ювілейної відзнаки — медалі «130 років Євгену Коновальцю» (2021);
- Ювілейна відзнака міського голови м. Івано-Франківська «80 років УПА» (2022);
- Ювілейна відзнака Івано-Франківської обласної ради «Легіон УСС -110» (2024);
- Ювілейна медаль імені В. Т. Полєка (2024).

Лауреат:
- Премії імені Олександра Білецького в галузі літературної критики (1999);
- Івано-Франківської міської премії імені Івана Франка (2001);
- Міжнародної літературної премії імені Миколи Гоголя «Тріумф» (2003);
- Івано-Франківської обласної премії імені Василя Стефаника (2006);
- Міжнародної премії імені Богдана-Нестора Лепкого (2007);
- Премії імені Дмитра Нитченка (2008);
- Міжнародної літературної премії імені Григорія Сковороди «Сад божественних пісень» (2009);
- Міжнародної літературної премії імені Івана Кошелівця (2010);
- Літературно-мистецької премії імені Пантелеймона Куліша (2012);
- Літературної премії імені Валер'яна Підмогильного (2012);
- Івано-Франківської обласної премії імені Антона Могильницького (2016);
- Всеукраїнської премії в галузі літератури ім. С.Сапеляка (2016);
- Літературної премії імені Тараса Мельничука (2017);
- Всеукраїнської літературної премії імені Леоніда Череватенка (2017);
- Івано-Франківської обласної премії імені Володимира Полєка в галузі краєзнавства (2017);
- Літературної премії імені Миколи Євшана (2017);
- Всеукраїнської премії «За  подвижництво у державотворенні» імені Якова Гальчевського (2019);
- Літературно-мистецької премії імені Марка Черемшини (2019);
- Літературної премії імені Павла Добрянського (2020);
- Літературно-мистецької премії імені Леся Мартовича (2021);
- Літературно-мистецької премії імені Леоніда Глібова (2025).